# ザ・ジャクソンズ・ファースト〜僕はゴキゲン
ザ・ジャクソンズ・ファースト〜僕はゴキゲン（The Jacksons）は、ジャクソンズのスタジオ・アルバム。
モータウン・レコードからエピック・レコードへ移籍してからの初のアルバムである。権利の都合上、グループ名をジャクソン5からジャクソンズに変更した。プロデュースはケニー・ギャンブルとレオン・ハフに任された。そのため、このアルバムはギャンブル＆ハフのレーベル、フィラデルフィア・インターナショナル・レコードとエピック両方のロゴが記載されている。ジャクソン兄弟が作詞・作曲し、プロデュースにも関与した曲も2曲入れられた。
本作はBillboard 200で36位、『ビルボード』のR&Bアルバム・チャートで6位を記録。また、本作からは「僕はゴキゲン」（全米6位・R&Bチャート2位）、「愛ある世界へ」（全米28位・R&Bチャート6位）がシングル・ヒットした。

## 収録曲
1. 僕はゴキゲン - Enjoy Yourself(3:00)第1弾先行シングル
2. ふたりはハッピー - Think Happy(3:07)
3. 愛のひととき - Good Times(4:57)
4. キープ・オン・ダンシング - Keep on Dancing(4:31)
5. ブルース・アウェイ - Blues Away(3:12)作曲はジャクソンズ
6. 愛ある世界へ - Show You the Way to Go(5:30)第2弾シングルカット
7. いつもふたりで - Living Together(4:26)
8. くよくよしないで - Strength of One Man(3:56)
9. 今日も夢見る - Dreamer(3:05)第3弾シングルカット
10. スタイル・オブ・ライフ - Style of Life(3:19)作曲はジャクソンズ